# لورنزو د سیلوستری
لورنزو ده سیلوستری (به ایتالیایی: Lorenzo De Silvestri) بازیکن فوتبال و اهل ایتالیا است که از سال ۲۰۱۰ میلادی عضو تیم ملی فوتبال ایتالیا بوده و در ۱ بازی ملی حضور داشته‌است. او در بازی‌های ملی‌اش گلی به ثمر نرساند.